# Gouvernement Lungu II
République de Zambie
Le gouvernement Lungu II est le gouvernement de la Zambie du 29 septembre 2016 au 24 août 2021.

## Composition

### Initiale (29 septembre 2016)
- Les nouveaux ministres sont indiqués en gras, ceux ayant changé d'attributions en italique.

| Portefeuille                                                    | Titulaire | Titulaire               | Parti |
| --------------------------------------------------------------- | --------- | ----------------------- | ----- |
| Président de la République                                      |           | Edgar Lungu             | FP    |
| Vice-présidente de la République                                |           | Inonge Wina             | FP    |
| Ministre de l'Agriculture                                       |           | Dora Siliya             | FP    |
| Ministre des Chefferies et des Affaires traditionnelles         |           | Lawrence Sichalwe       | FP    |
| Ministre du Commerce et de l'Industrie                          |           | Margaret Mwanakatwe     | FP    |
| Ministre de la Planification économique                         |           | Lucky Mulusa            | FP    |
| Ministre de la Défense                                          |           | Davies Chama            | FP    |
| Ministre de l'Éducation nationale                               |           | Dennis Wanchinga        | FP    |
| Ministre de l'Enseignement supérieur                            |           | Nkandu Luo              | FP    |
| Ministre des Finances                                           |           | Felix Mutati            | FP    |
| Ministre des Affaires étrangères                                |           | Harry Kalaba            | FP    |
| Ministre du Genre et de la Parité                               |           | Victoria Kalima         | FP    |
| Ministre de la Santé                                            |           | Chitalu Chilufya        | FP    |
| Ministre de l'Intérieur                                         |           | Steven Kampyongo        | FP    |
| Ministre de l'Information et des Services de radiodiffusion     |           | Chishimba Kambwili      | FP    |
| Ministre de la Justice                                          |           | Given Lubinda           | FP    |
| Ministre du Travail et de la Sécurité sociale                   |           | Joyce Nonde-Simukoko    | FP    |
| Ministre des Terres et des Ressources naturelles                |           | Jean Kapata             | FP    |
| Ministre de l'Élevage et de la Pêche                            |           | Micheal Zondani Katambo | FP    |
| Ministre du Gouvernement local                                  |           | Vincent Mwale           | FP    |
| Ministre de l'Énergie                                           |           | David Mabumba           | FP    |
| Ministre de l'Orientation nationale et des Affaires religieuses |           | Godfridah Sumaili       | FP    |
| Ministre des Transports et des Communications                   |           | Brian Mushimba          | FP    |
| Ministre du Logement et du Développement des infrastructures    |           | Ronald Kaoma Chitotela  | FP    |
| Ministre de la Jeunesse et des Sports                           |           | Moses Mawere            | FP    |
| Ministre du Tourisme et des Arts                                |           | Charles Banda           | FP    |
| Ministre du Développement communautaire et des Services sociaux |           | Emerine Kabanshi        | FP    |
| Ministre des Travaux publics et des Approvisionnements          |           | Mathew Nkhuwa           | FP    |

### Remaniement du14 février 2018
| Portefeuille                                                                              | Titulaire | Titulaire                                               | Parti |
| ----------------------------------------------------------------------------------------- | --------- | ------------------------------------------------------- | ----- |
| Président de la République                                                                |           | Edgar Lungu                                             | FP    |
| Vice-présidente de la République                                                          |           | Inonge Wina                                             | FP    |
| Ministre de l'Agriculture                                                                 |           | Micheal Katambo                                         | FP    |
| Ministre des Chefferies et des Affaires traditionnelles                                   |           | Lawrence Sichalwe                                       | FP    |
| Ministre du Commerce, des Échanges et de l'Industrie                                      |           | Christopher Yaluma                                      | FP    |
| Ministre de la Planification économique                                                   |           | Lucky Mulusa                                            | FP    |
| Ministre de la Défense                                                                    |           | Davies Chama                                            | FP    |
| Ministre de l'Éducation nationale                                                         |           | David Mabumba                                           | FP    |
| Ministre de l'Enseignement supérieur                                                      |           | Nkandu Luo                                              | FP    |
| Ministre des Finances                                                                     |           | Margaret Mwanakatwe                                     | FP    |
| Ministre des Affaires étrangères                                                          |           | Joseph Malanji                                          | FP    |
| Ministre du Genre et de la Parité                                                         |           | Victoria Kalima (jusqu'au 11 juin 2018)                 | FP    |
| Ministre de la Santé                                                                      |           | Chitalu Chilufya                                        | FP    |
| Ministre de l'Intérieur                                                                   |           | Steven Kampyongo                                        | FP    |
| Ministre de l'Information et des Services de radiodiffusion                               |           | Chishimba Kambwili                                      | FP    |
| Ministre de la Justice                                                                    |           | Given Lubinda                                           | FP    |
| Ministre du Travail et de la Sécurité sociale                                             |           | Joyce Nonde-Simukoko                                    | FP    |
| Ministre des Terres et des Ressources naturelles                                          |           | Doreen Mwape                                            | FP    |
| Ministre de l'Élevage et de la Pêche                                                      |           | Micheal Zondani Katambo                                 | FP    |
| Ministre du Gouvernement local                                                            |           | Vincent Mwale                                           | FP    |
| Ministre des Mines et du Développement des Minéraux                                       |           | Richard Musukwa                                         | FP    |
| Ministre de l'Énergie                                                                     |           | Mathew Nkhuwa                                           | FP    |
| Ministre de l'Orientation nationale et des Affaires religieuses                           |           | Godfridah Sumaili                                       | FP    |
| Ministre des Transports et des Communications                                             |           | Brian Mushimba                                          | FP    |
| Ministre du Logement et du Développement des infrastructures                              |           | Ronald Kaoma Chitotela                                  | FP    |
| Ministre de la Jeunesse et des Sports                                                     |           | Moses Mawere                                            | FP    |
| Ministre du Tourisme et des Arts                                                          |           | Charles Banda                                           | FP    |
| Ministre du Développement communautaire et des Services sociaux                           |           | Emerine Kabanshi                                        | FP    |
| Ministre des Travaux publics et des Approvisionnements                                    |           | Felix Mutati (jusqu'au 6 novembre 2018) Mutotwe Kafwaya | FP    |
| Ministre du Développement hydraulique et sanitaire et de la Protection de l’environnement |           | Dennis Wanchinga                                        | FP    |

### Remaniement du19 juillet 2019
| Portefeuille                                                                              | Titulaire | Titulaire                       | Parti |
| ----------------------------------------------------------------------------------------- | --------- | ------------------------------- | ----- |
| Président de la République                                                                |           | Edgar Lungu                     | FP    |
| Vice-présidente de la République                                                          |           | Inonge Wina                     | FP    |
| Ministre des Affaires présidentielles                                                     |           | Chomba Freedom Sikazwe          | FP    |
| Ministre de l'Agriculture                                                                 |           | Micheal Katambo                 | FP    |
| Ministre des Chefferies et des Affaires traditionnelles                                   |           | Lawrence Sichalwe               | FP    |
| Ministre du Commerce, des Échanges et de l'Industrie                                      |           | Christopher Yaluma              | FP    |
| Ministre de la Planification économique                                                   |           | Lucky Mulusa                    | FP    |
| Ministre de la Défense                                                                    |           | Davies Chama                    | FP    |
| Ministre de l'Éducation nationale                                                         |           | David Mabumba                   | FP    |
| Ministre de l'Enseignement supérieur                                                      |           | Brian Mushimba                  | FP    |
| Ministre des Finances                                                                     |           | Bwalya Ng'andu                  | FP    |
| Ministre des Affaires étrangères                                                          |           | Joseph Malanji                  | FP    |
| Ministre de la Santé                                                                      |           | Chitalu Chilufya                | FP    |
| Ministre de l'Intérieur                                                                   |           | Steven Kampyongo                | FP    |
| Ministre de l'Information et des Services de radiodiffusion                               |           | Dora Siliya                     | FP    |
| Ministre de la Justice                                                                    |           | Given Lubinda                   | FP    |
| Ministre du Travail et de la Sécurité sociale                                             |           | Joyce Nonde-Simukoko            | FP    |
| Ministre des Terres et des Ressources naturelles                                          |           | Jean Kapata                     | FP    |
| Ministre de l'Élevage et de la Pêche                                                      |           | Nkandu Luo                      | FP    |
| Ministre du Développement local                                                           |           | Charles Banda                   | FP    |
| Ministre des Mines et du Développement des Minéraux                                       |           | Richard Musukwa                 | FP    |
| Ministre de l'Énergie                                                                     |           | Mathew Nkhuwa                   | FP    |
| Ministre de l'Orientation nationale et des Affaires religieuses                           |           | Godfridah Sumaili               | FP    |
| Ministre des Transports et des Communications                                             |           | Mutotwe Kafwaya                 | FP    |
| Ministre du Logement et du Développement des infrastructures                              |           | Ronald Kaoma Chitotela          | FP    |
| Ministre de la Jeunesse, des Sports et du Développement de l’enfant                       |           | Vincent Mwale                   | FP    |
| Ministre du Tourisme et des Arts                                                          |           | Ronald Chitotela                | FP    |
| Ministre du Développement national et de la Planification                                 |           | Alexander Chiteme               | FP    |
| Ministre du Développement communautaire et du Bien-être social                            |           | Kampamba Mulenga Chilumba Chewe | FP    |
| Ministre des Travaux publics et des Approvisionnements                                    |           | Sylvia Bambala Chalikosa        | FP    |
| Ministre du Développement hydraulique et sanitaire et de la Protection de l’environnement |           | Dennis Wanchinga                | FP    |